# Hans Alwin Ketels

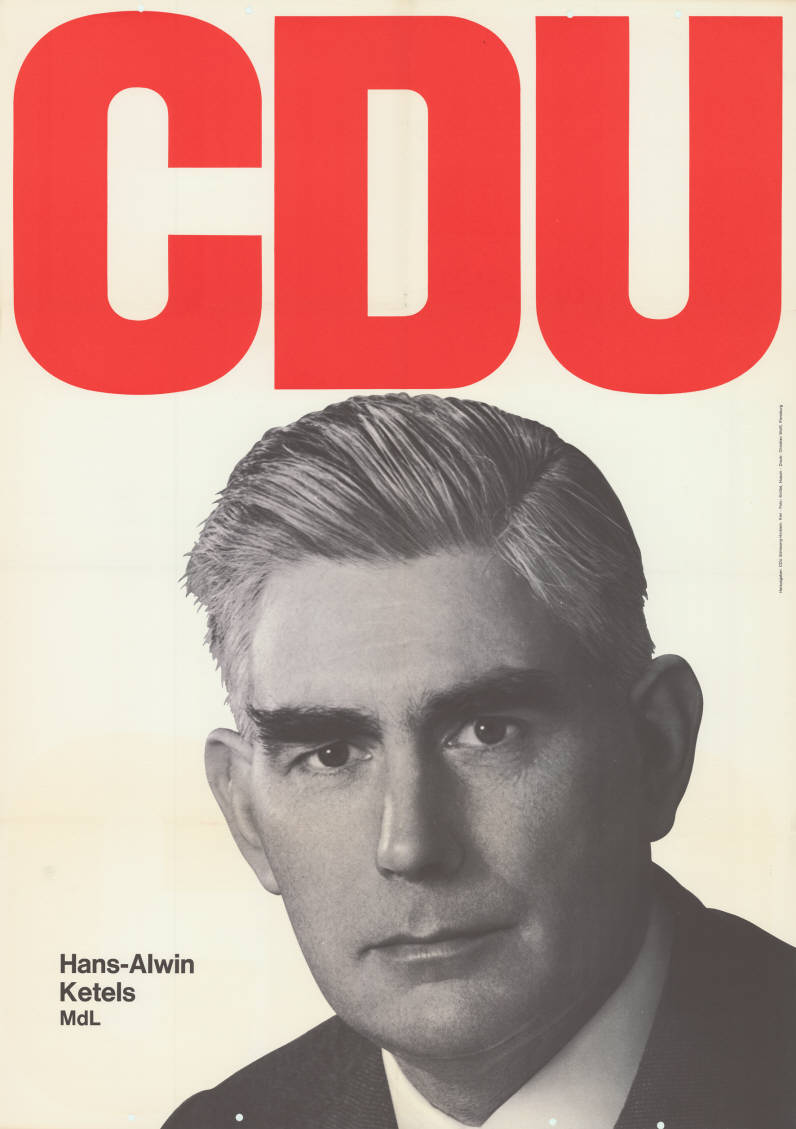
Wahlplakat zur Landtagswahl in Schleswig-Holstein 1967

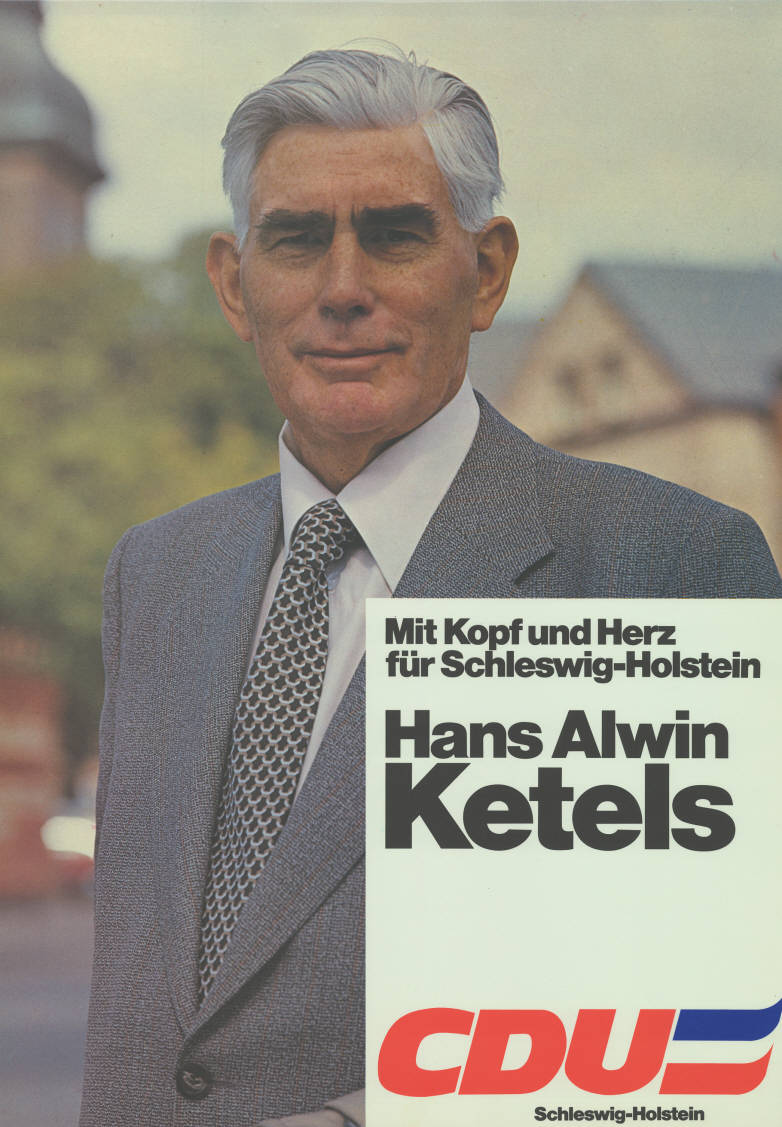
Wahlplakat zur Landtagswahl in Schleswig-Holstein 1979

Hans Alwin Ketels (* 19. Oktober 1913 in Osterhever; † 12. April 2017 in Garding) war ein deutscher Landwirt und Politiker (CDU).

## Leben
Ketels besuchte die Hermann-Tast-Schule, ein Humanistisches Gymnasium in Husum, die er mit der Primareife abschloss. Er absolvierte eine landwirtschaftliche Ausbildung, besuchte eine Landwirtschaftsschule und wurde 1938 selbstständiger Landwirt im Norderheverkoog. 1934 trat Ketels der NSDAP bei, nachdem er bereits seit 1930 der Hitlerjugend und ab 1932 der SA angehört hatte. Innerhalb der NSDAP war er Leiter der Ortsgruppe Osterhever / Poppenbüll / Westerhever / Augustenkoog / Horst-Wessel-Koog und war im Horst-Wessel-Koog auch Amtsvorsteher. Von 1935 bis 1936 leistete er seinen Militärdienst ab und war während des Zweiten Weltkriegs von 1939 bis 1945 Soldat. Aus dem Krieg kehrte er als Schwerbeschädigter zurück; er hatte im Krieg gegen die Sowjetunion schwere Erfrierungen erlitten. Danker und Lehmann-Himmel charakterisieren ihn in ihrer Studie über das Verhalten und die Einstellungen der Schleswig-Holsteinischen Landtagsabgeordneten und Regierungsmitglieder der Nachkriegszeit in der NS-Zeit als „exponiert-nationalsozialistisch“.
1951 übernahm er den Vorstandsvorsitz des Kreisbauernverbands Eiderstedt und blieb dieses bis 1974. 1959 trat er in die CDU ein und wurde im selben Jahr in den Kreistag des Kreises Eiderstedt gewählt; von 1966 bis zur Auflösung des Kreises am 26. April 1970 war er Kreispräsident. Daneben war er von 1962 bis 1972 Mitglied des Bauernverbands-Landesvorstands in Schleswig-Holstein. Außerdem war er Bundesvorstandsmitglied des Deutschen Bauernverbands.
Im Oktober 1965 rückte Ketels für Kai-Uwe von Hassel über die CDU-Landesliste in den Landtag Schleswig-Holsteins nach. 1967 errang er das Direktmandat im Landtagswahlkreis Husum-Land, 1971, 1975 und 1979 im Wahlkreis Husum-Eiderstedt. Er gehörte einer Vielzahl von Ausschüssen an, darunter dem Ausschuss für Ernährung, Landwirtschaft und Forsten, dem Ausschuss für Arbeit und Aufbau, dem Landesplanungsausschuss, dem Rechtsausschuss und dem Wirtschaftsausschuss. In mehreren Untersuchungsausschüssen war er stellvertretendes Mitglied. Mit Ablauf der 9. Wahlperiode des Landtags 1983 schied Ketels aus dem Landtag aus.
Im Juli 2010 ehrte ihn die CDU für seine mehr als 50-jährige Parteimitgliedschaft.
Ketels war verwitwet, hatte fünf Kinder und lebte in Garding.

## Auszeichnungen
- Freiherr-vom-Stein-Medaille
- 1975: Bundesverdienstkreuz am Bande
- 1981: Schleswig-Holstein-Medaille
- 1982: Bundesverdienstkreuz Erster Klasse